# Eitel Frederick von Hohenzollern-Sigmaringen
A nu fi confundat cu Friedrich von Hohenzollern (1449-1505).

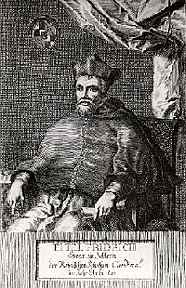
Eitel Frederick von Hohenzollern-Sigmaringen

Eitel Friedrich von Hohenzollern-Sigmaringen (n. 26 septembrie 1582 – d. 19 septembrie 1625) a fost un membru al Casei Hohenzollern-Sigmaringen, episcop romano-catolic și cardinal-preot al orașului Osnabrück. A fost fiul lui Charles II, Count of Hohenzollern-Sigmaringen, deci membru al vechii familii nobiliare Hohenzollern-Sigmaringen, dar unul dintre cei care a decis să-și dedice viața bisericii.

## Titluri
La data de 15 decembrie 1620, Eitel Friedrich von Hohenzollern-Sigmaringen a fost uns cardinal in pectore la biserica Saint Lorenzo Panisperma de către papa Papa Grigore al XV-lea. La data de 11 ianuarie 1621 a fost ridicat la rangul de cardinal-preot. Peste doi ani, la data de 28 aprilie 1623, a fost numit prinț episcop de Osnabrück. La 29 octombrie 1623 a decis să fie preot și a fost hirotonit.
Titlul de Eminență a fost folosit doar după decesul său din 1625, începând cu 1630.
| Eitel Frederick von Hohenzollern-Sigmaringen Casa de Hohenzollern-Sigmaringen Ramură a Casa de Hohenzollern Naștere: 26 septembrie 1582 Deces: 19 septembrie 1625 |                                      |                      |
| Titluri ale bisericii catolice |                                      |                      |
| Titluri regale |                                      |                      |
| Predecesor: Philip Sigismund ca Administrator lutheran | Prince-Bishop of Osnabrück 1623–1625 | Succesor: Francis II |